# Spiritwalker
«Spiritwalker» — сингл британського рок-гурту The Cult, був випущений 4 квітня 1984, року на лейблі Situation Two, перший синл з альбому Dreamtime. Spiritwalker був записаний ще в 1983 році, ще до того як гурт носив назву Death Cult.

## Список композицій

### 7": Situation Two SIT 33
1. «Spiritwalker»
2. «A Flower in the Desert»

### 12": Situation Two SIT 33T
1. «Spiritwalker»
2. «A Flower in the Desert»
3. «Bone Bag»

## Чарти
| Чарт             | Найвища позиція |
| ---------------- | --------------- |
| UK Indie Chart   | 1               |
| UK Singles Chart | 77              |